# Salinas (Kalifornien)
Salinas ist eine Stadt im Monterey County im US-Bundesstaat Kalifornien.

## Geographie
Salinas liegt im gleichnamigen Valley. 6 km südlich der Stadt befindet sich der Salinas River. Salinas ist die größte Stadt im Monterey County und gleichzeitig Verwaltungssitz.
Salinas gliedert sich in sechs Stadtteile. Der Highway 101 verläuft durch Salinas.

## Geschichte
Nachdem die Gegend um Salinas ursprünglich von amerikanischen Ureinwohnern bewohnt wurde, siedelten sich die ersten Fremden ab dem Jahr 1822 an. Mitte des 19. Jahrhunderts wuchs die Bevölkerung Salinas, bedingt durch den Anstieg der landwirtschaftlichen Produktion. So wurde Salinas durch die Southern Pacific Railroad an das Eisenbahnnetz angeschlossen. 1872 wurde Salinas Verwaltungssitz des Monterey County. Die Landwirtschaft blieb weiterhin der Hauptindustriezweig der Stadt. Salinas wird in den USA daher auch gerne als Salad Bowl of the World („Salatschüssel der Welt“) bezeichnet, weil im Tal des Salinas River rund um die Stadt vier Fünftel des gesamten in den USA angebauten Salats wachsen. 1924 hatte Salinas das höchste Pro-Kopf-Einkommen der gesamten USA, was zu einem Bauboom führte. In Salinas finden sich noch heute zahlreiche Art-déco-Bauten.
Der Name Salinas leitet sich von den nahe gelegenen Salzfeldern ab.

## Verkehr
Der Salinas Municipal Airport befindet sich 3 km südöstlich der Stadt.

## Demografie
Die Stadt hat 163.542 Einwohner (Stand 2020). Das Stadtgebiet hat eine Größe von 49,2 km² und liegt um die geographischen Koordinaten 36,68° Nord, 121,64° West. Die größte Bevölkerungsgruppe sind Einwohner lateinamerikanischer Herkunft (Hispanics oder Latinos), die 71,3 % der Bewohner stellen. Im Jahr 2006 lag das mittlere Haushaltseinkommen bei 46.419 US $ mit 12,3 % der Bevölkerung unter der Armutsschwelle.

## Söhne und Töchter der Stadt
- Verna Felton (1890–1966), Schauspielerin
- John Steinbeck (1902–1968), Schriftsteller, Nobelpreisträger für Literatur
- Monty Roberts (* 1935), Rodeoreiter, Pferdezüchter und Autor
- Sacheen Littlefeather (1946–2022), Schauspielerin und indianische Aktivistin
- Sammy Hagar (* 1947), Gitarrist und Sänger
- Herbert Mullin (1947–2022), Serienmörder
- Ernie Irvan (* 1959), NASCAR-Rennfahrer
- Rick Law (* 1969), Disney-Künstler und Produzent
- Travis Alexander (* 1977), Missionar
- Cain Velasquez (* 1982), Mixed-Martial-Arts-Kämpfer
- Michael Rianda (* 1984), Filmregisseur, Drehbuchautor und Synchronsprecher
- Heather Rene Smith (* 1987), Model und Schauspielerin
- Vanessa Hudgens (* 1988), Schauspielerin und Sängerin
- Karle Warren (* 1992), Schauspielerin
- Drew Dalman (* 1998), American-Football-Spieler

## Städtepartnerschaften
- Cebu City, Philippinen, seit 1964
- Ichiki-Kushikino, Japan, seit 1979
- Jerécuaro, Mexiko, seit 1996
- Guanajuato, Mexiko, seit 2007

## Sonstiges
Salinas ist der Geburtsort des Schriftstellers und Nobelpreisträgers John Steinbeck, der ihn als Handlungsort in seinem Roman Jenseits von Eden verewigte.